# Марія-Аделаїда Савойська
Марія-Аделаїда Савойська (фр. Marie — Adélaïde de Savoie; 6 грудня 1685, Палаццо Реалі, Турин — 12 лютого 1712, Версальський палац, Париж) — принцеса Савойського дому, дружина дофіна Франції Людовика, герцога Бургундії, мати французького короля Людовика XV. Марія-Аделаїда була старшою дочкою Савойського герцога Віктора-Амадея II і французької принцеси Анни Марії Орлеанської. Її заручення з бургундським герцогом Людовиком Бурбоном в червні 1696 року стало частиною туринського мирного договору, підписаного в серпні того ж року. Після весілля Марія-Аделаїда стала герцогинею Бургундською, а після смерті її свекра, Великого Дофіна, в 1711 році — дофіною Франції.
Померла від кору в 1712 році; її чоловік помер через шість днів.